# Modern Guilt
Modern Guilt —en español: Culpa moderna—  es el undécimo álbum de estudio del músico estadounidense Beck, lanzado el 8 de julio de 2008 a través de la discográfica Interscope Records. Modern Guilt tiene dos contribuciones de Cat Power y fue producido por Beck y Danger Mouse. El álbum aparece dos años después de The Information, y es un disco que parece conceptuado en torno a una distopía futurista de imágenes líricas sombrías y desalentadoras.
Esta imaginería contrasta con la luminosidad que aportan algunas de las piezas influenciadas notablemente por la psicodelia de finales de los 60, y la ascendencia del garage-rock del mismo período filtrado en ocasiones con su querencia experimental.

## Historia

### Grabación y concepto
Coproducido por Danger Mouse, Modern Guilt se entrega al amor de Beck por la música psicodélica de los 60, y los resultados son vívidos: muchas guitarras en acid trip, ritmos de fiesta mod, armonías hiladas como coronas de margaritas, y una estruendosa percusión. Pero detrás de esos arreglos fluorescentes en luz negra, descansan canciones acerca de vivir en tiempos de guerra (“Walls”), la degradación ambiental (“Gamma Ray”) y las brechas generacionales cada vez más grandes (“Youthless”). Mientras Danger Mouse aporta el amor de un DJ de hip-hop por los viejos discos de rock funky, Beck trae la resaca preapocalíptica de fines de los 60. En conjunto, las primeras cinco canciones del álbum están entre lo más sólido de la obra de Beck. El ejemplo más deslumbrante es “Chemtrails”, que se afirma en medio de una nube heroinómana de guitarras monocordes mientras Beck imagina jets volando sobre un mar de gente muerta. El título de la canción viene de una teoría conspirativa que sostiene que las estelas que dejan algunos jets son en verdad rocíos químicos creados por el gobierno norteamericano para usos secretos. Sin embargo, no es necesario conocer la referencia para poder sentir la amenaza. Mirando a los cadáveres, Beck canta: “Tanta gente ¿adónde va?”. La mórbida respuesta está implícita: no importa de dónde viene la gente solitaria, todos terminan en el mismo lugar.
De todos modos, hay mucha vida latiendo en Modern Guilt. Con guitarras lentas y un ritmo al trote, “Gamma Ray” parece hecha para el intervalo de baile a go-go de una película de James Bond. “Orphans” se siente como un perfecto ashram de amor con flautas, punteos de guitarra acústica y armonías de la Era de Acuario cortesía de Chan Marshall (Cat Power). “Volcano” podría ser una grabación encontrada de XO de Elliott Smith, resucitado alritmo de un hip-hop. Por su parte, “Youthless” suena como el tema de robótico rock disco más funky que jamás se haya tocado con un violonchelo. El blues pantanoso “Soul of a Man” se vuelve tan maniáticamente repetitivo que termina siendo casi alucinógeno. Y el mundo probablemente no esté listo todavía para el revival drum and bass que lidera “Replica”. Pero algunos experimentos que no tienen miedo a fracasar a lo grande también se sienten, sin embargo, como los más frescos: “Modern Guilt” reinventa “People Are Strange”, de los Doors, como una balada beatnik con un shuffle a medio tiempo. Y, de alguna manera, funciona. Esa última canción resume la temática de este disco: “No sé lo que hice, pero estoy avergonzado”. Esa es la culpa moderna: saber que el mundo se va al infierno y sentirse en parte responsable, pero sin saber muy bien qué hacer al respecto. Unas líneas más adelante, encuentra su propia razón para continuar: “Hacemos lo mejor que podemos con las almas que nos dan”. Y no mucho después de que él cante estas palabras, la canción se corta abruptamente a mitad de la melodía.

### Lanzamiento y recepción
Un vinilo de edición del álbum, incluyendo los códigos de descarga de 320 - kbit / s MP3 directamente desde el vinilo maestro, fue lanzado el 22 de julio de 2008. Modern Guilt fue lanzado en Europa y el Reino Unido el 7/7 a través de XL y en América del Norte el 7/8 a través de la DGC.
El álbum entró en el Billboard 200 y la lista de álbumes de Canadá en el número cuatro, y dio a Beck su primer puesto Top 10 en el UK Albums Chart, alcanzando el número nueve. El álbum también ha sido el mejor álbum de Beck en los Charts de Australia, llegando al puesto 13. En los EE. UU., el álbum vendió 84.000 copias en su primera semana. A pesar de éxito, esto no coincide con las primeras semana de ventas de The Information, que fueron 99.000. En Canadá, el álbum vendió más de 6.000 copias en su primera semana. El álbum recibió críticas generalmente positivas sobre la liberación, ganando una calificación de 77 sobre 100 en Metacritic. En diciembre de 2008, Modern Guilt fue nominado para "Mejor Álbum Alternativo" en los 51st Grammy Awards, pero más tarde perdió ante In Rainbows de Radiohead.

#### Distinciones
| Publicación   | País | Distinción                | Año  | Posición |
| ------------- | ---- | ------------------------- | ---- | -------- |
| Q             | UK   | 50 mejores discos del año | 2008 | #23      |
| Rolling Stone | US   | 50 mejores discos del año | 2008 | #8       |
| WERS Boston   | US   | 50 mejores discos del año | 2008 | #6       |

## Sesiones acústicas
De julio a septiembre de 2009, Beck publicó videos de versiones Unplugged de cada canción en el disco. Estos videos aparecieron exclusivamente en beck.com y vimeo.com. Estas sesiones acústicas se habían registrado a principios de año, a raíz de conciertos de Beck en Japón. Cuatro pistas no especificadas están planeadas ser liberadas en un EP oficial de edición limitada.

## Lista de canciones
Todas las canciones escritas y compuestas por Beck Hansen, excepto donde se indica. Todas las canciones producidas por Danger Mouse y Beck Hansen. 
| N.º   | Título                                                | Duración |  |
| 1.    | «Orphans»                                             | 3:15     |  |
| 2.    | «Gamma Ray»                                           | 2:57     |  |
| 3.    | «Chemtrails»                                          | 4:40     |  |
| 4.    | «Modern Guilt»                                        | 3:14     |  |
| 5.    | «Youthless»                                           | 3:00     |  |
| 6.    | «Walls» (Beck, Danger Mouse, Pablo Guiot, Piot Pablo) | 2:22     |  |
| 7.    | «Replica»                                             | 3:25     |  |
| 8.    | «Soul of a Man»                                       | 2:36     |  |
| 9.    | «Profanity Prayers»                                   | 3:43     |  |
| 10.   | «Volcano»                                             | 4:26     |  |
| 33:33 |                                                       |          |  |

Disco Bonus de versión extendida
- Solo disponible en iTunes Store de Reino Unido.

| N.º | Título                 | Duración |  |
| 1.  | «Vampire Voltage No.6» | 2:20     |  |
| 2.  | «Bonfire Blondes»      | 2:26     |  |
| 3.  | «Half & Half»          | 3:21     |  |
| 4.  | «Necessary Evil»       | 3:35     |  |
| 5.  | «Gamma Ray (Video)»    | 2:54     |  |
| 6.  | «Youthless (Video)»    | 2:51     |  |
| 7.  | «Modern Guilt (Video)» | 3:14     |  |
| 8.  | «Replica (Video)»      | 3:24     |  |

## Créditos de los samples
"Walls"
- "Amour, Vacances et Baroque", del álbum de 1969 Dance and Mood Music Vol. 4.

## Personal
- Beck - compositor, flauta, guitarra acústica, guitarra eléctrica, percusión
- Drew Brown - ingeniero de sonido, producción de audio, beats, diseño, ingeniería, fotografía
- David Calderley - diseño
- David Paul Campbell - conductor, arreglos de cuerda
- Larry Corbett - violonchelo
- Danger Mouse - producción de audio, beats, compositor, bajo, teclado, productor, programación, sonido, sintetizador
- Jason Falkner - bajo en "Orphans". Bajo y guitarra en "Chemtrails"
- Paul Guiot - compositor
- Danny Kalb - asistente de ingeniería
- Greg Kurstin - órgano, piano, sintetizador
- Brian LeBarton - sintetizador
- Bob Ludwig - masterización
- Matt Mahaffey - bajo
- Nathalie Marchand - asistente
- Chan Marshall - voces en "Orphans" y "Chemtrails"
- Todd Monfalcone - asistente de ingeniería
- Paul Piot - compositor
- Wes Seidman - asistente de ingeniería
- Darrell Thorp - ingeniero, mezcla
- Seth Waldmann - asistente de ingeniero
- Joey Waronker - batería
- Eric Weaver - asistente de ingeniero